# Шнайдер, Отмар
Отмар Шнайдер (нем. Othmar Schneider, 27 августа 1928, Лех-на-Арльберге, Форарльберг, Австрия — 25 декабря 2012, Гётцис, Форарльберг, Австрия) — австрийский горнолыжник, чемпион и серебряный призёр зимних Олимпийских игр в Осло (1952).

## Спортивная биография
В 1949 г. начал изучать фармацевтику в университете Инсбрука. В конце 1940-х гг. к нему пришли первые успехи в горнолыжном спорте. В 1950 г. он побеждал на соревнованиях под эгидой Международной федерации лыжного спорта (FIS): в слаломе и комбинации во французском Шамони и в скоростном спуске в Санкт-Морице и Давосе; ещё более успешным для спортсмена был следующий сезон. Своих наивысших достижений горнолыжник добился на зимних Олимпийских играх в Осло (1952), на которых он стал чемпионом в слаломе и серебряным призёром в скоростном спуске. По итогам опроса спортивных журналистов Австрии в 1952 г. он был признан Спортсменом года.
В 1953 г. он прерывает образование и успешно выступает на соревнованиях в Северной Америке, в следующем году — добивается нескольких побед на европейских стартах, а в 1954 г. становится четвёртым на Кубке мира в Швеции в гигантском слаломе. Участие в зимних Играх в Кортина-д’Ампеццо (1956) завершилось для спортсмена неудачно, в слаломе он занял лишь двенадцатое место.
По завершении горнолыжной карьеры успешно выступал в соревнованиях по спортивной стрельбе, был 34-кратным чемпионом Австрии в этом виде спорта (по 17 раз в индивидуальном и командном зачетах). Принял участие в трех чемпионатах мира и двух чемпионатах Европы, на первенстве мира в Туне (1974) выиграл бронзовую медаль в командной стрельбе из пистолета на 50 м, на европейском чемпионате в Бухаресте (1975) стал третьим в командных соревнованиях по стрельбе из пистолета на 25 м. Являлся тренером австрийских стрелков на летних Олимпийских Играх 1976 г.
В 1963 г. создал горнолыжную школу в Портильо (Чили), став одним из основных организаторов чемпионата мира 1966 г. После возвращения на родину в 1968 г. построил роскошный отель Христиании в Лехе.